# Mesquita Beyler
La Mesquita Beyler és un monument històric que es troba a la ciutat de Bakú, en una part històrica d'Icherisheher (Ciutat Vella), enfront de la Porta "Mureu" del Palau dels Xirvanxàs. Segons l'ordre del Gabinet de l'Azerbaidjan sobre monuments historicoculturals, la Mesquita de Beyler ha estat inclosa en la llista de monuments historicoculturals d'importància nacional.

## Història
La mesquita fou construïda el 1895 sobre l'emplaçament d'una altra d'antiga. La construcció fou realitzada pels fills de Mohammed Hashim Al-Bakuvi -Haji Baba i Haji Javad, així com per Murtuza Muhtarov, el cal·lígraf Ibrahim Shirvani, Mir Ali an-Nagi, Mir Tagi, i l'arquitecte Seyid Huseyn. Durant la construcció, tot mantenint-hi els trets locals de l'arquitectura, es fundà un nou estil arquitectònic. Per primera volta, es va intentar aplicar les tècniques inherents a l'escola d'arquitectura dels Xirvanxah.
Entre el 2014 i el 2015 la mesquita fou restaurada pel famós restaurador austríac Erich Pummer, que participà en l'administració de la Reserva Historicoarquitectònica de l'estat "Icherisheher". Després de la restauració, aquesta administració decidí utilitzar la mesquita també com a museu. S'hi exhibeixen 73 llibres kurans de diferents èpoques, 7 llibres religiosos antics, 19 atributs religiosos i altres 99 objectes. L'exposició també mostra l'Alcorà pertanyent a l'antiga Mesquita Derbent.

## Estructura
L'arquitectura de la mesquita uneix tradicions arquitectòniques occidentals, orientals i autòctones. Té un vestíbul, una sala d'oració i un mihrab decorat. La sala de pregària és de tres naus, característica de les mesquites de l'Azerbaidjan, construïdes en la segona meitat del segle xix, i es troba no sols en les mesquites de Bakú i Abseron, sinó també en les de Xirvan, Karabakh, Quba, Şhəki i Zagatala. Algunes estructures semblants tenien els pobles turcs en l'època feudal. Al voltant de la mesquita hi ha un parc amb un disseny interessant.

## Galeria

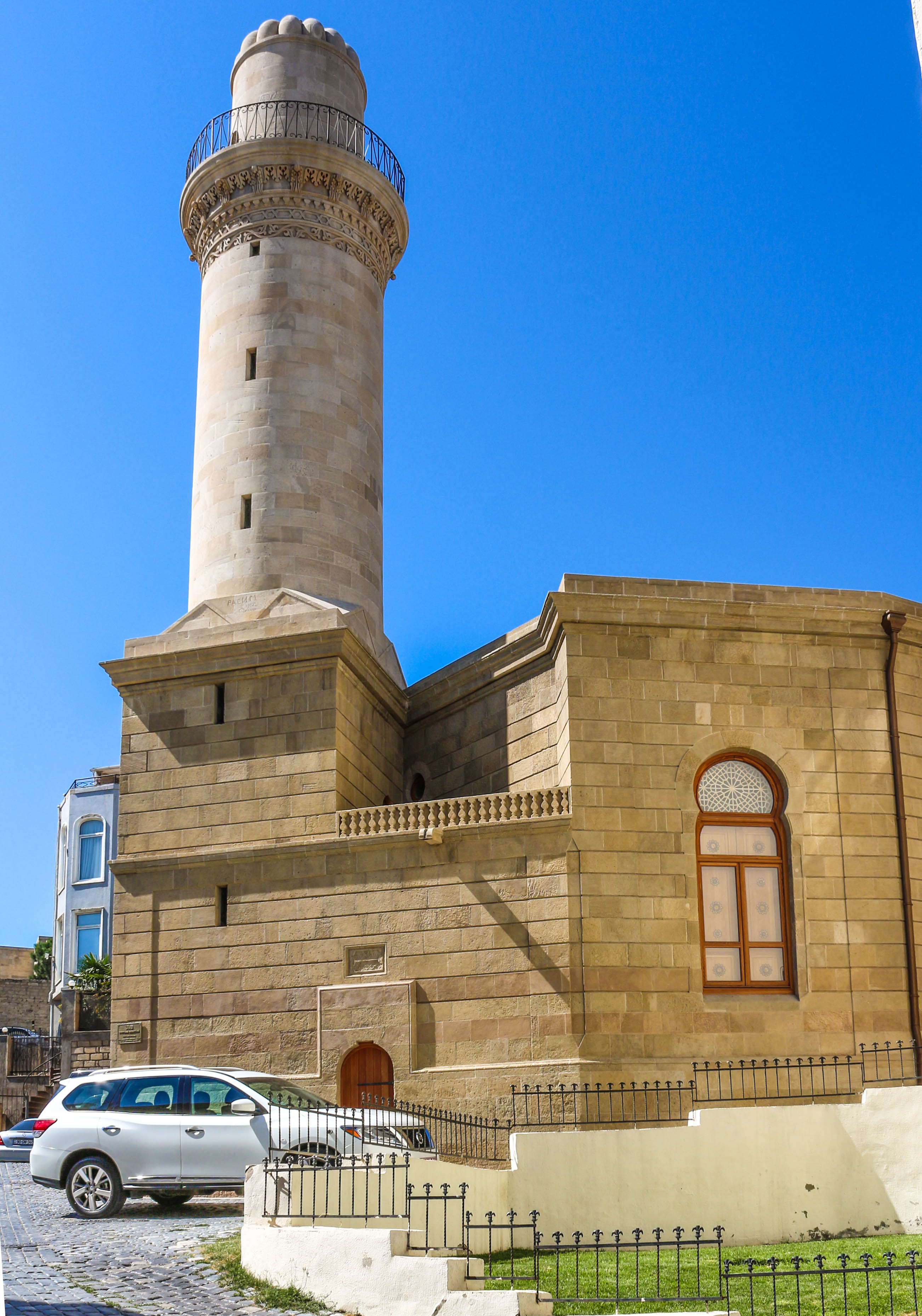
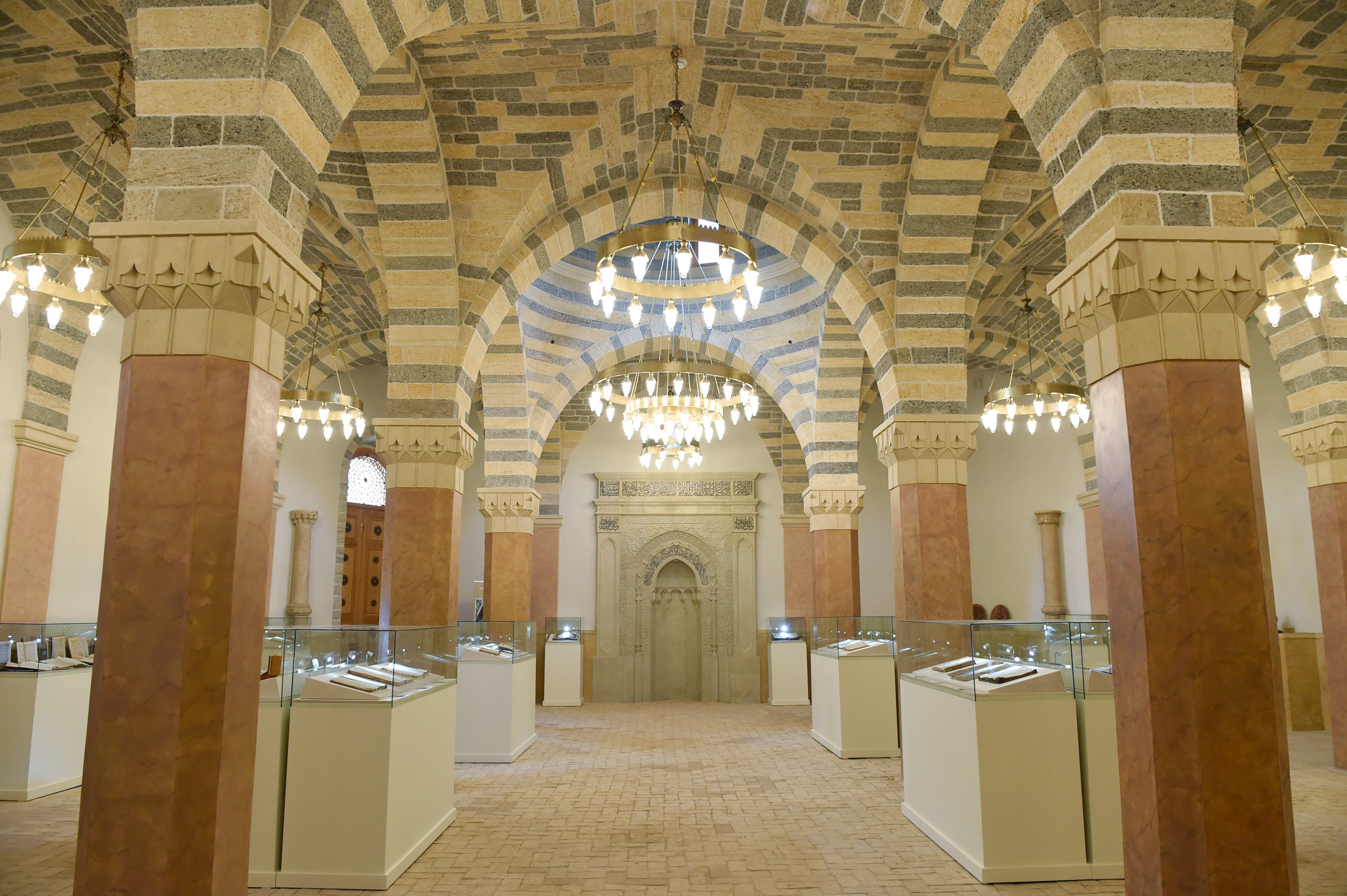
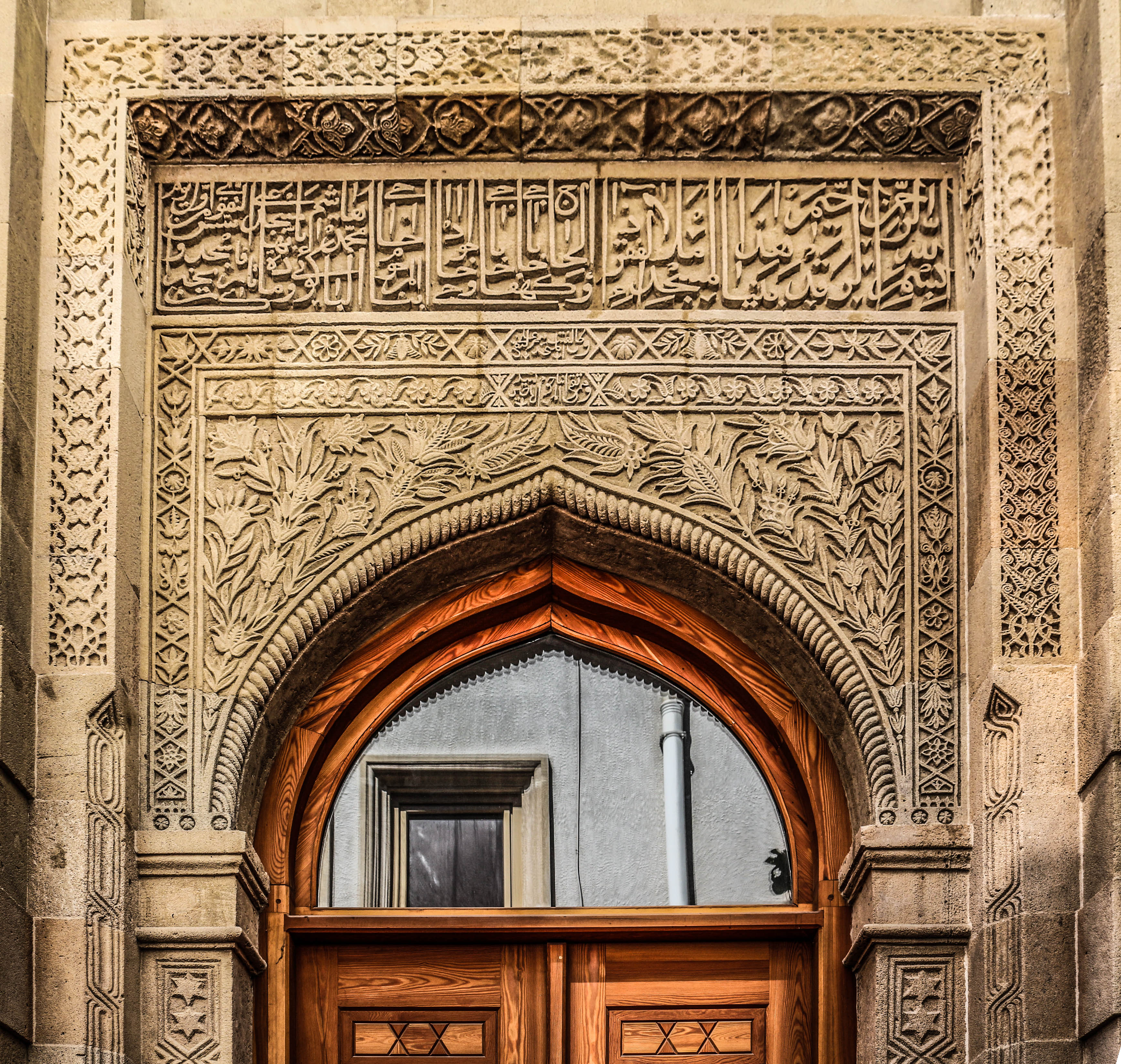
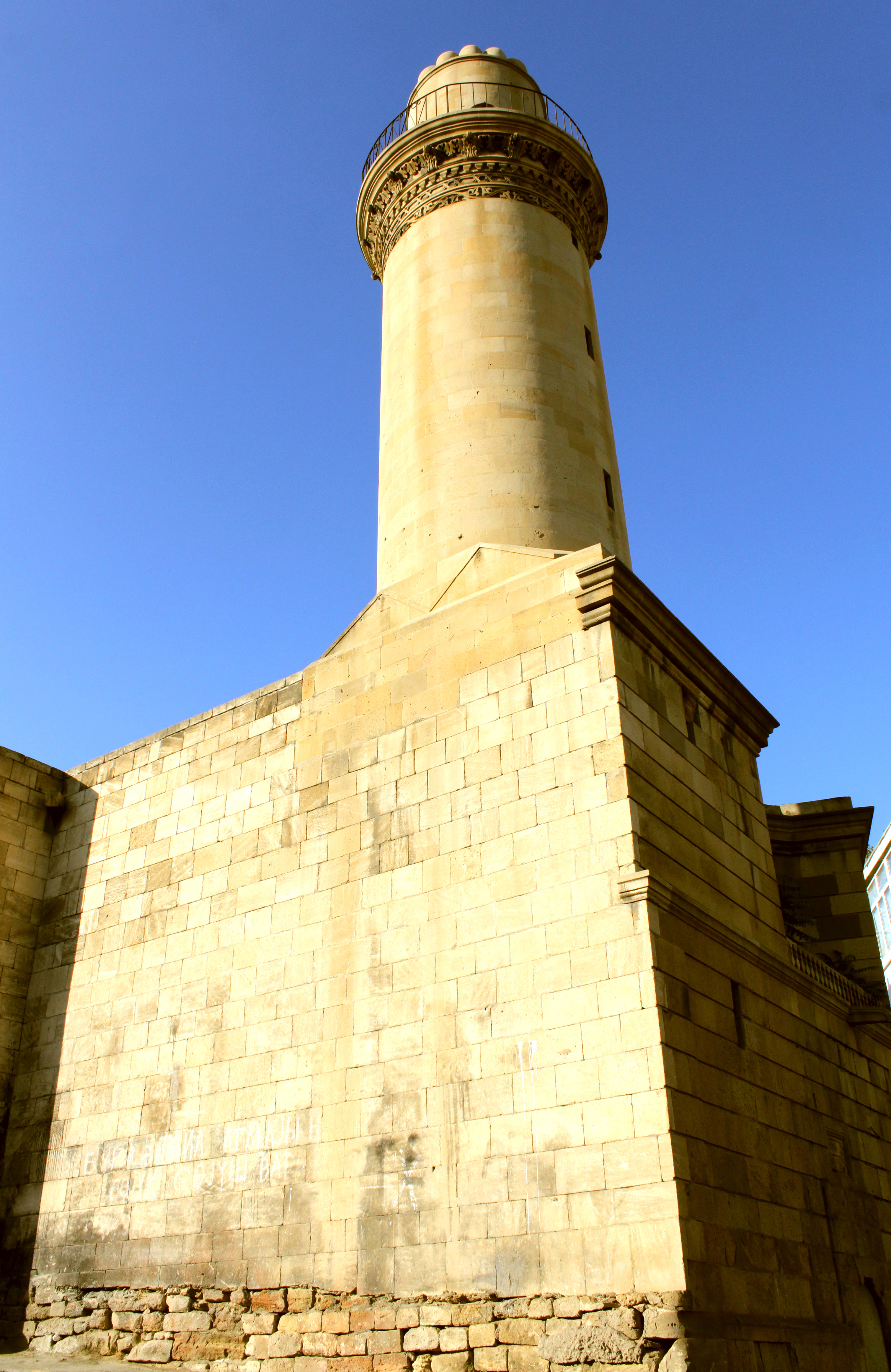
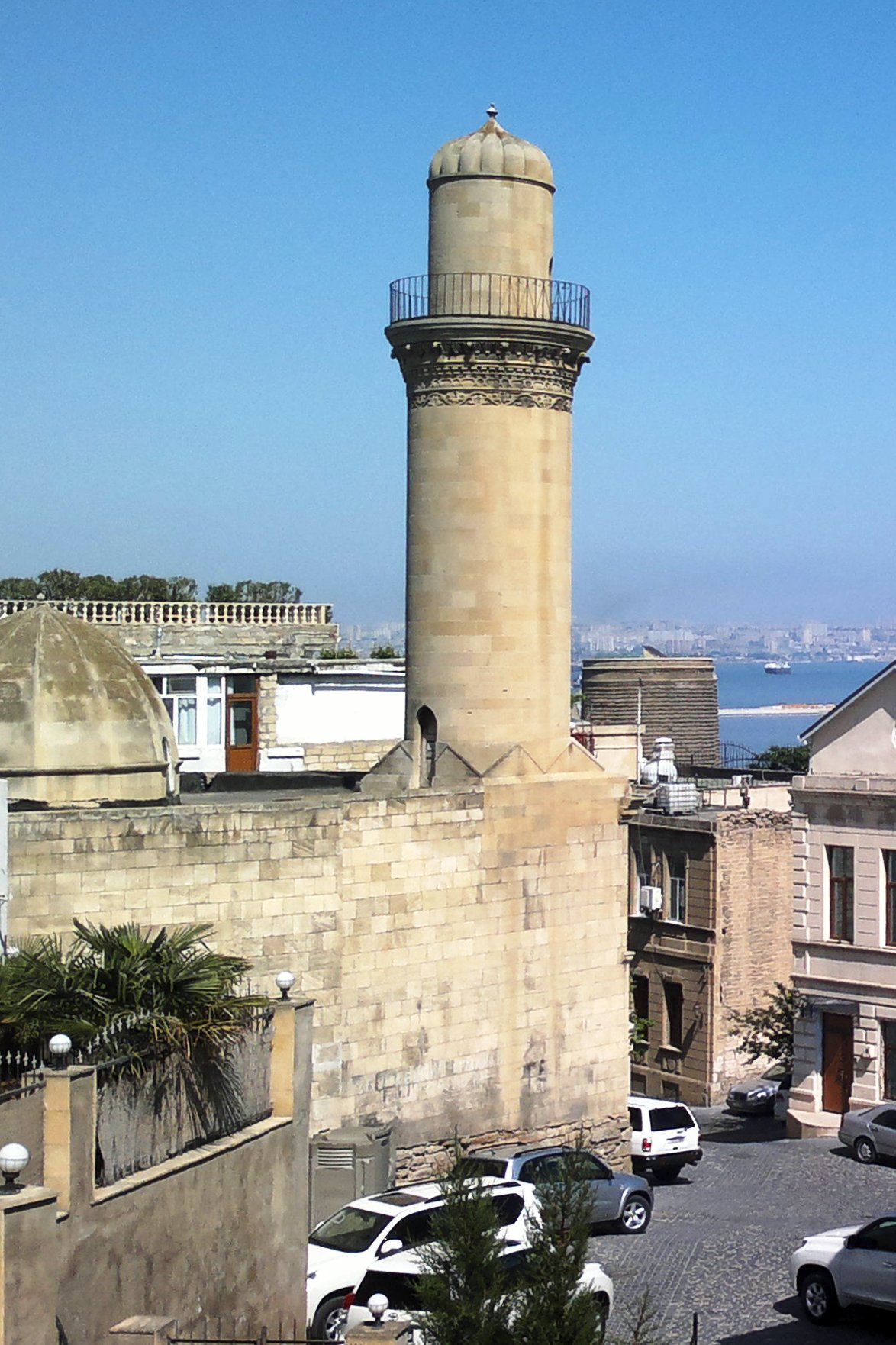